# Cratere Bredikhin
Bredikhin è un cratere lunare di 61,68 km situato nella parte nord-orientale della faccia nascosta della Luna.
Il cratere è dedicato all'astronomo russo Fëdor Aleksandrovič Bredichin.

## Crateri correlati
Alcuni crateri minori situati in prossimità di Bredikhin sono convenzionalmente identificati, sulle mappe lunari, attraverso una lettera associata al nome.
| Bredikhin | Coordinate             | Diametro (in km) |
| --------- | ---------------------- | ---------------- |
| B         | 18°52′12″N 157°14′24″W | 19,31            |